# Lisa Loomer
Lisa Loomer, född 1 maj 1950 i New York, New York, är en amerikansk dramatiker och manusförfattare. Hon har bland annat skrivit pjäsen The Waiting Room (1994) och var medförfattare till filmen Stulna år (1999).